# جامع النصر (دمشق)
يقع جامع النصر في العاصمة دمشق بمنطقة ركن الدين، يعد زياد السمان خطيباً له.